# Bliss Institute
Le Bliss Institute, également nommé Bliss Center for the Performing Arts est un centre culturel et une salle de spectacle situé dans le centre de Belize City, au Belize. C'est également le siège du Conseil national des arts.

## Présentation

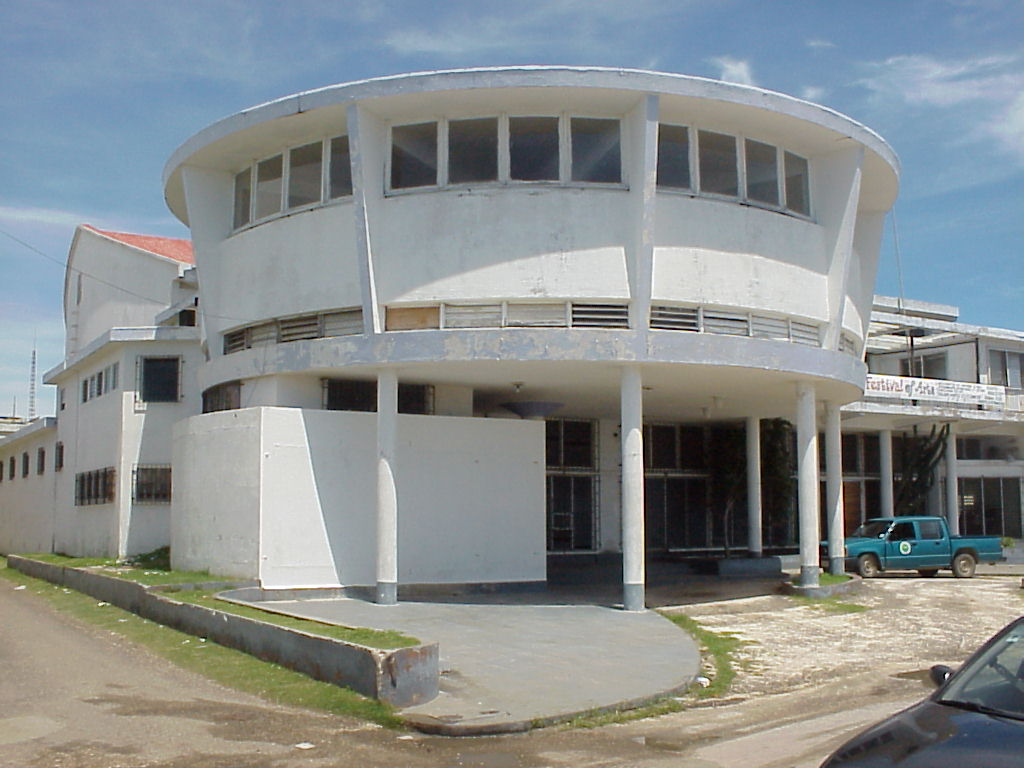
Le Bliss Institute en 1999.

La construction commence en 1953 et s’achève un an plus tard. La conception architecturale est réalisée dans un style moderne. Le bâtiment regroupe la bibliothèque nationale (Belize Library National Collection) et des salles de lecture au 1er étage et un auditorium et un espace d'exposition au rez-de-chaussée. La galerie de l'auditorium ressemble à la proue d'un navire. La fondation gérant le trust du Baron Bliss investit 251 829 dollars béliziens dans la construction du bâtiment et 7 532 $ dans le mobilier,,. Il prend le nom du bienfaiteur qui a financé sa construction : le Baron Bliss.
Il est en partie détruit et rénové en 2003 par une entreprise de construction mexicaine, et devient le Bliss Centre for the Performing Arts (« Centre Bliss pour les arts de la scène »), qui abrite le siège de l'Institute of Creative Arts (ICA, « Institut des Arts Créatifs »).
En 2018, après avoir souffert d'un manque d'entretien, le bâtiment est en partie rénové avec la réfection du toit et du système d'air conditionné. En 2022, de nouveaux travaux de restauration sont réalisés, dont toute la peinture de la façade extérieure.
Le théâtre de 600 places accueille de nombreux concerts. Un certain nombre d'expositions artistiques et d'événements politiques sont organisés dans le complexe.